# Rishi Sunak
Rishi Sunak (Southampton, Inglaterra, 12 de mayo de 1980) es un político británico que ejerció como primer ministro del Reino Unido desde octubre de 2022 hasta julio de 2024. Fue líder del Partido Conservador desde octubre de 2022 hasta noviembre de 2024, cuando fue reemplazado por Kemi Badenoch. Después de las elecciones generales de 2024, se convirtió en líder de la oposición, cargo que ocupó al ser sucedido en el liderazgo de los conservadores. Primer ministro asiático británico, anteriormente ocupó dos cargos en el gabinete de Boris Johnson. Entre el 13 de febrero de 2020 y el 5 de julio de 2022 trabajó como canciller de la Hacienda. Es miembro del Parlamento por Richmond (Yorkshire) desde 2015. 
Nacido en Southampton de padres de ascendencia india que emigraron a Reino Unido desde el este de África en la década de 1960. Se educó en Winchester College. Posteriormente, estudió filosofía, política y economía en Lincoln College y luego obtuvo una maestría en administración de empresas por la Universidad Stanford en California, con una beca del programa Fulbright en 2005. Mientras estudiaba en Stanford, conoció a su futura esposa Akshata Murty, la hija de N. R. Narayana Murthy, el empresario multimillonario indio que fundó Infosys. Sunak y Murty son dos de las 222 personas más ricas del Reino Unido con una fortuna combinada de £ 730 millones a partir de 2022. Después de graduarse, trabajó para Goldman Sachs y luego como socio en las firmas de fondos de cobertura The Children's Investment Fund Management y Theleme Partners.
Fue elegido miembro de la Cámara de los Comunes por Richmond (Yorks) en Yorkshire del Norte en las elecciones generales de 2015, sucediendo a William Hague. Apoyó el Brexit en el referéndum de 2016 sobre la pertenencia a la Unión Europea. Fue designado para el segundo gobierno de Theresa May como subsecretario de Estado Parlamentario para Gobierno Local en la reorganización de 2018. Votó tres veces a favor del acuerdo de salida del Brexit de May. Después de la renuncia de May, apoyó la campaña de Boris Johnson para convertirse en líder conservador. Luego de que Johnson fuera elegido y nombrado primer ministro, este designó a Sunak como secretario principal del Tesoro. Posteriormente, Sunak reemplazó a Sajid Javid como ministro de Hacienda después de su renuncia en la reorganización del gabinete de febrero de 2020.
Como canciller, se destacó en la respuesta financiera del gobierno a la pandemia de COVID-19 y su impacto económico, incluidos los esquemas de retención de empleo por coronavirus y Eat Out to Help Out. Renunció como canciller el 5 de julio de 2022, citando sus diferencias de política económica con Johnson en su carta de renuncia. Su renuncia, junto con la renuncia de Javid como secretario de Salud, llevó a la dimisión de Johnson en medio de una crisis de gobierno.
Sucedió a Liz Truss tras su breve mandato. Durante su mandato como presidente del Reino Unido (2022-2024), Sunak intentó mejorar la economía y estabilizar la política nacional. Esbozó cinco prioridades clave: reducir a la mitad la inflación, hacer crecer la economía, reducir la deuda, reducir las listas de espera del Servicio Nacional de Salud y detener los cruces ilegales en pequeñas embarcaciones del Canal de la Mancha mediante la promulgación del plan de asilo de Ruanda. En política exterior, Sunak autorizó la ayuda exterior y los envíos de armas a Ucrania en respuesta a la invasión rusa del país, y prometió apoyo a Israel después de los ataques del 7 de octubre que iniciaron la guerra entre Israel y Hamás, mientras que más tarde pidió un alto el fuego tras el bombardeo israelí de la Franja de Gaza. No evitó una mayor impopularidad para los conservadores, reflejada en los malos resultados del partido en las elecciones locales de 2023 y 2024. Sunak convocó elecciones generales anticipadas para julio de 2024 a pesar de que se esperaba ampliamente que convocara las elecciones en otoño; los conservadores perdieron estas elecciones de forma aplastante ante el opositor Partido Laborista liderado por Keir Starmer, poniendo fin a 14 años de gobierno conservador. Después de que Starmer sucedió a Sunak como primer ministro, Sunak se convirtió en líder de la oposición y siguió siendo líder conservador mientras se llevan a cabo las elecciones de liderazgo para reemplazarlo, y formó un gabinete en la sombra.

## Primeros años y educación
Nació el 12 de mayo de 1980 en Southampton de padres hindúes africanos de ascendencia india, Yashvir y Usha Sunak. 
Yashvir era médico general y Usha, farmacéutica que regentaba una farmacia local.
Es el mayor de tres hermanos. Su padre nació y se crio en la Colonia y Protectorado de Kenia (actual Kenia), mientras que su madre nació en Tanganica (que luego se convirtió en parte de Tanzania). Sus abuelos nacieron en la provincia de Punjab, India británica y emigraron del este de África con sus familias al Reino Unido en la década de 1960. Su abuelo paterno, Ramdas Sunak, era de Gujranwala (en el actual Pakistán) y se mudó a Nairobi en 1935 para trabajar como oficinista, donde se unió a él su esposa Suhag Rani Sunak de Delhi en 1937. Su abuelo materno, Raghubir, trabajó en Tanganica como funcionario fiscal y tuvo un matrimonio arreglado con Sraksha, de dieciséis años, nacida en Tanganica, con quien tuvo tres hijos, y la familia se mudó al Reino Unido en 1966, financiada por la venta del ajuar de boda de Sraksha.
Asistió a la Stroud School, una escuela preparatoria en Romsey, Hampshire, y al Winchester College, un internado independiente para niños, donde fue director y editor del periódico escolar. Fue mesero en una casa de curry en Southampton durante sus vacaciones de verano. Estudió Filosofía, Política y Economía en Lincoln College, Oxford, y se graduó con un primer título en 2001. Durante su tiempo en la universidad, realizó una pasantía en el Cuartel General de la Campaña Conservadora. En 2006, estudió una maestría en Administración de Empresas en la Universidad Stanford, con una beca del programa Fulbright de 2005.

## Carrera de negocios
Trabajó como analista para el banco de inversión Goldman Sachs entre 2001 y 2004. Luego trabajó para la firma de gestión de fondos de cobertura The Children's Investment Fund Management, convirtiéndose en socio en septiembre de 2006. Se fue en noviembre de 2009 para unirse a excolegas en California en una nueva firma de fondos de cobertura, Theleme Partners, que se lanzó en octubre de 2010 con $ 700 millones bajo gestión. En ambos fondos de cobertura, su jefe fue Patrick Degorce. También fue director de la firma de inversión Catamaran Ventures, propiedad de su suegro, el empresario indio N. R. Narayana Murthy entre 2013 y 2015.

## Carrera política

### Miembro del Parlamento
Fue elegido como candidato conservador por Richmond (Yorks) en octubre de 2014, derrotando a Wendy Morton. El asiento había estado ocupado previamente por William Hague, un exlíder del partido, secretario de Relaciones Exteriores y primer Secretario de Estado, quien optó por retirarse en las siguientes elecciones generales. El escaño es uno de los escaños conservadores más seguros del Reino Unido y el partido lo ha ocupado durante más de cien años. En el mismo año, fue jefe de la Unidad de Investigación de Negros y Minorías Étnicas (BME) del grupo de expertos de centroderecha Policy Exchange, para el cual coescribió un informe sobre las comunidades en el Reino Unido. Fue elegido diputado por la circunscripción en las elecciones generales de 2015 con una mayoría de 19 550 (36,2 %). Durante el parlamento 2015-2017 fue miembro del Comité Selecto de Medio Ambiente, Alimentación y Asuntos Rurales.
Apoyó el Brexit (la salida del Reino Unido de la Unión Europea) en el referéndum sobre la pertenencia a la Unión Europea de junio de 2016. Ese año, escribió un informe para el Centro de Estudios de Políticas (un grupo de expertos de Thatcher) apoyando el establecimiento de puertos libres después del Brexit, y al año siguiente escribió un informe que abogaba por la creación de un mercado minorista de bonos para pequeñas y medianas empresas.
Fue reelegido en las elecciones generales de 2017, con una mayoría aumentada de 23 108 (40,5 %). Se desempeñó como subsecretario de estado parlamentario para el gobierno local entre enero de 2018 y julio de 2019. Sunak votó a favor del acuerdo de salida del Brexit de la entonces primera ministra Theresa May en las tres ocasiones, y votó en contra de un segundo referéndum sobre cualquier acuerdo de salida.
Apoyó a Boris Johnson en las elecciones de liderazgo del Partido Conservador de 2019 y coescribió un artículo en el periódico The Times con los diputados Robert Jenrick y Oliver Dowden para abogar por Johnson durante la campaña de junio.

### Secretario jefe de Hacienda
Fue nombrado secretario en jefe del Tesoro por el primer ministro Boris Johnson el 24 de julio de 2019, sirviendo bajo el canciller Sajid Javid. Se convirtió en miembro del Consejo Privado al día siguiente.
Fue reelegido en las elecciones generales de 2019 con una mayoría aumentada de 27 210 (47,2 %). Durante la campaña electoral, representó a los conservadores en los debates electorales a siete bandas de la BBC y de la ITV.

### Canciller de la Hacienda
En las semanas previas de su nombramiento como canciller de la Hacienda, varios informes de prensa sugirieron que se podría establecer un nuevo ministerio económico dirigido por Sunak, para reducir el poder y la influencia política del canciller Sajid Javid en el Tesoro. Se consideraba que Sunak era leal a Johnson, favorecido por Dominic Cummings y visto como el ministro de la «estrella en ascenso» que había representado hábilmente al primer ministro durante los debates electorales de 2019. Para febrero de 2020, The Guardian informó que Javid permanecería en su cargo de canciller y que Sunak permanecería como secretario en jefe del Tesoro, para que el asesor principal del primer ministro, Cummings, "vigilara" Javid.
Sunak fue ascendido a canciller el 13 de febrero de 2020 como parte de una reorganización del gabinete, luego de la renuncia de su predecesor, Javid, el mismo día. Javid había dimitido como canciller de la Hacienda tras una reunión con el primer ministro Johnson. Durante la reunión, Johnson había ofrecido mantener su cargo con la condición de despedir a todos sus asesores en el Tesoro, para ser reemplazados por personas seleccionadas por Cummings. Al renunciar, Javid le dijo a Press Association que «ningún ministro que se precie aceptaría esos términos». Algunos comentaristas políticos vieron el nombramiento de Sunak como una señal del final de la independencia del Tesoro de Downing Street, con Robert Shrimsley, comentarista político en jefe del Financial Times, argumentando que «el buen gobierno a menudo depende de que los ministros principales, y el canciller en particular, sean capaces de combatir las malas ideas».
El 12 de abril de 2022, recibió un aviso de sanción fija después de que la Policía Metropolitana creyera que había violado las restricciones de bloqueo de COVID-19 al asistir a una fiesta de cumpleaños. Otros políticos también recibieron avisos de sanciones fijas, incluido Johnson.
El 5 de julio de 2022 renunció como canciller momentos después de que Sajid Javid renunciara como secretario de salud, en medio de una controversia en torno a las acusaciones de acoso sexual contra el diputado Chris Pincher. Después de más renuncias, Johnson renunció como líder del Partido Conservador el 7 de julio.
El 8 de julio de 2022, anunció que se presentaría como candidato en las elecciones de liderazgo del Partido Conservador para reemplazar a Johnson. Lanzó su campaña en un video publicado en las redes sociales, escribiendo que «restauraría la confianza, reconstruiría la economía y reuniría al país». Dijo que sus valores eran «patriotismo, justicia, trabajo duro». Se comprometió a «tomar medidas enérgicas contra el lenguaje neutral en cuanto al género». El dominio readyforrishi.com se registró por primera vez en GoDaddy el 23 de diciembre de 2021, mientras que ready4rishi.com se registró el 6 de julio de 2022, dos días después de que renunciara como canciller. El primer dominio actúa como una redirección al último. Los políticos conservadores que habían apoyado a Johnson criticaron a Sunak por «liderar la acusación de derrocar al primer ministro» y el aliado clave de Johnson, Jacob Rees-Mogg, lo llamó un «canciller de impuestos altos».
Junto con la secretaria de Relaciones Exteriores, Liz Truss, fueron anunciados como los dos candidatos finales en la contienda el 20 de julio para ser presentados a los miembros para la votación final de liderazgo; había recibido la mayor cantidad de votos en cada una de las series de votos de los parlamentarios con Sunak recibiendo 137 frente a los 113 de Truss en la ronda final. En la votación de miembros, se anunció el 5 de septiembre que el 57,4 % de los miembros del Partido que votaron seleccionaron a Truss, convirtiéndola en la nueva líder sobre Sunak.
Las promesas de Sunak durante la campaña incluyeron recortes de impuestos solo cuando la inflación estaba bajo control, eliminar la tasa de IVA del 5 % sobre la energía doméstica durante un año, introducir una multa temporal de £ 10 para los pacientes que no asisten a las citas con el médico de cabecera, limitar el número de refugiados y un endurecimiento de la definición de asilo.
Durante la campaña, apareció un clip del documental de la BBC de 2001 Middle Classes: Their Rise and Sprawl, en julio de 2022 en el que comentó: «Tengo amigos que son aristócratas, tengo amigos que son de clase alta, tengo amigos que son, ya sabes, clase obrera pero... bueno no clase obrera». Sunak comentó en el clip que «Todos decimos tonterías cuando somos más jóvenes». Un video hablando a una audiencia en Tunbridge Wells, Kent, apareció en agosto de 2022 en el que dijo que cambió las fórmulas de financiación que "empujaron" dinero a las «áreas urbanas desfavorecidas», «para asegurarse de que áreas como esta obtengan la financiación se lo merecen». Sunak respondió que quería «subir de nivel en todas partes» y no solo ayudar a «ciudades urbanas muy grandes».

### Primer ministro del Reino Unido
El 8 de julio de 2022 anunció su candidatura para reemplazar a Johnson en las elecciones de liderazgo del Partido Conservador de septiembre. El 20 de julio, encabezó la encuesta entre los parlamentarios conservadores y luego compitió en una votación por correo de los miembros del partido contra Liz Truss. A su vez, perdió la carrera por el liderazgo conservador ante Truss, obteniendo el 42,6 % de los votos. Sin embargo, tras la renuncia de Truss en medio de una crisis gubernamental, ganó las elecciones internas del Partido Conservador de octubre, por lo que se convirtió en primer ministro del Reino Unido, siendo el primero de ascendencia sudasiática, además del más joven desde 1783, cuando en ese entonces estuvo en el cargo William Pitt, con 23 años, 7 meses y 19 días,
Heredó de los gobiernos anteriores una situación de crisis económica: el país está en recesión y los hogares británicos deberían ver caer sus ingresos un 7% en los próximos dos años, según la Oficina de Responsabilidad Presupuestaria. Eligió seguir una política de austeridad en lugar de la recuperación económica. Su primer presupuesto, presentado a mediados de noviembre, prevé un ahorro de 55.000 millones de libras anuales en los próximos cinco años.[cita requerida]
Al tiempo que reintroducía la moratoria sobre la fracturación hidráulica que había cancelado Liz Truss, mantenía la reanudación de las prospecciones de gas y petróleo en el Mar del Norte, preveía la apertura de nuevas minas de carbón y sólo decidió participar en la COP27 bajo presión. Su ministra de Medio Ambiente, Therese Coffey, afirma que considera la COP como "nada más que una reunión de personas en Egipto".[cita requerida]
A partir de noviembre de 2022, el Reino Unido se enfrenta a huelgas sin precedentes. Frente a la inflación galopante (11% interanual), muchos británicos se declararon en huelga para exigir salarios más altos. Rishi Sunak optó por una línea dura contra los huelguistas, negándose a negociar y a recibir a los dirigentes sindicales. En su opinión, unos salarios más altos acelerarían la inflación. Dijo estar dispuesto a movilizar al ejército para sustituir a los huelguistas en algunos sectores y decidió acelerar la adopción de un proyecto de ley que imponga unos servicios mínimos en el transporte. Según una encuesta de YouGov para The Times publicada a principios de diciembre, el 46% de los encuestados cree que el Gobierno es responsable de las huelgas, y el 17% culpa a los sindicatos. El índice de popularidad del primer ministro se situó en diciembre en el 25%.[cita requerida]
El gobierno se vio salpicado por varios casos en los tres primeros meses tras su formación. Nadhim Zahawi, ministro sin cartera y presidente del Partido Conservador, se vio obligado a admitir que no había declarado todos sus ingresos. Antes que él, Gavin Williamson, también ministro sin cartera, se vio obligado a dimitir tras ser acusado de acoso. El ministro de Justicia, Dominic Raab, también está siendo investigado internamente por el mismo motivo, pero sigue en su puesto, al igual que Suella Braverman, ministra del Interior, acusada de manejo descuidado de información confidencial. Dominic Raab dimitió el 21 de abril del 2023 tras la polémica por acoso laboral a sus empleados.

## Imagen pública
A principios de 2020, luego de su nombramiento como canciller de la Hacienda, Sunak llegó al discurso público desde una relativa discreción. En las primeras etapas de la pandemia de COVID-19, era muy popular según los estándares de la política británica, y un analista lo describió como «con mejores calificaciones que cualquier político desde los días de apogeo de Tony Blair». Varias encuestas mostraron que siguió siendo abrumadoramente popular entre los partidarios conservadores y muchos otros británicos durante 2020. En una encuesta de Ipsos MORI en septiembre de 2020, obtuvo el puntaje de satisfacción más alto de cualquier canciller británico desde el laborista Denis Healey en abril de 1978. Durante este tiempo, fue ampliamente visto como el favorito para convertirse en el próximo primer ministro y líder del Partido Conservador. Sunak desarrolló una especie de seguimiento de los medios de culto con bromas y chismes sobre su atractivo sexual que se generalizó en las redes sociales y en las revistas.
Las actitudes públicas hacia Sunak se mantuvieron ampliamente positivas en 2021, aunque su popularidad disminuyó constantemente con el tiempo. A principios de 2022, con el costo de vida convirtiéndose en un foco de preocupación pública cada vez mayor, la respuesta de Sunak, como canciller, se percibió como inadecuada y recibió algunos de sus índices de aprobación más bajos. Esta caída continuó mientras los asuntos financieros de la familia Sunak estaban bajo escrutinio.
Según YouGov, sólo el 38% de los británicos estaban satisfechos con su entrada en el 10 de Downing Street.[cita requerida]

## Vida personal
Se casó con Akshata Murty, la hija del multimillonario indio N. R. Narayana Murty, el fundador de Infosys, en agosto de 2009. Murty posee una participación del 0,91 % en Infosys, valorada en unos 900 millones de dólares (746 millones de libras esterlinas) en abril de 2022, lo que la convierte en una de las mujeres más ricas de Gran Bretaña. Infosys continuó operando en Rusia después de la invasión rusa de Ucrania en 2022, lo que generó críticas a Sunak y su familia, pero en abril Infosys anunció que cerraría su oficina rusa. Murty también posee acciones en dos de los negocios de restaurantes de Jamie Oliver, Wendy's en India, Koro Kids y Digme Fitness.
Sunak y Murty se conocieron mientras estudiaban en la Universidad de Stanford; tienen dos hijas. Murty es directora de la empresa de inversiones de su padre, Catamaran Ventures. Viven en Kirby Sigston Manor en el pueblo de Kirby Sigston, cerca de Northallerton, North Yorkshire. También son propietarios de una casa en Kensington en el centro de Londres, un piso en Old Brompton Road, Londres, y un ático en Santa Mónica, California. Sunak es hindú y prestó juramento como diputado en la Cámara de los Comunes sobre el Bhagavad-gītā. Es abstemio. Anteriormente fue gobernador de la Escuela de Ciencias de East London. Sunak tiene un labrador llamado Nova.
Su hermano, Sanjay, es psicólogo. Su hermana Raakhi es la jefa de Estrategia y Planificación de Education Cannot Wait, el fondo mundial para la educación de las Naciones Unidas. Es amigo cercano del editor político de The Spectator James Forsyth, a quien conoce desde sus días de escuela. Fue el padrino de la boda de Forsyth con la periodista Allegra Stratton, y ambos son padrinos de los hijos del otro.
En abril de 2022, se informó que Sunak y Murty se habían mudado del número 11 de Downing Street a una lujosa casa recientemente renovada en el oeste de Londres. The Sunday Times Rich List 2022 nombró a Sunak y Murty como una de las 222 personas más ricas del Reino Unido, con una riqueza combinada estimada de 730 millones de libras, lo que lo convierte en «el primer político de primera línea en unirse a la lista de ricos».